# 蒙塞雷
蒙塞雷（法語：Montséret）是法国奥德省的一个市镇，位于该省东北部，属于纳博讷区。该市镇2009年时的人口为594人。

## 交通
奥德省省道D123线、D423线和D613线经过境内。

## 人口
蒙塞雷人口变化图示
| 数据来源：INSEE |